# 水林景陽宮
水林景陽宮供奉的主神是康、趙、溫三府元帥，配祀龍邊註生娘娘、虎邊福德正神，兩側鐘鼓樓右廂房地藏王菩薩及左廂房中將軍，在水林鄉蔦松地區的廟宇中，是最早建立，康、趙、溫元帥自清雍正六年（1728年）駕臨濟世以來，迄今已有三百多年之歷史，廟前方的戲台，名為槺榔櫊的起源與廟後的槺榔樹有很大的關係，據說廟後的七星槺榔樹，從清初至今，已有約三百年壽命了，在每年農曆的九月十一日，是康、趙、溫元帥的聖誕，也是景陽宮一年中最熱鬧的日子，來進香的信眾也必定去槺榔園觀賞，其宮址是雲林縣水林鄉松北村松東路24號。